# Региональная экономика
Региональная экономика — прикладная экономическая наука, изучающая основы рационального размещения производства и рынков сбыта продукции.
Региональная экономика, как наука, начала формироваться ещё в XIX веке. Среди зарубежных исследователей наиболее заметный вклад в разработку проблем региональной экономической теории, вопросов размещения производственных сил и эффективности регионального производства внесли немецкие экономисты — Иоган Генрих Тюнен, Альфред Вебер, Вальтер Кристаллер, Август Леш, профессор экономики Пенсильванского университета Уолтер Айзард, французский экономист Жан Шардоне, американский экономист русского происхождения Василий Леонтьев, В. Томпсон, Т. Паландер, а также авторы известных учебников Х. Армстронг и Дж. Тэйлор.
Наиболее выраженные контуры приобрела в США в 50-е годы двадцатого столетия на стыке экономической теории и экономической географии в трудах основателя региональной науки Уолтера Айзарда. Среди советских исследователей первой половины XX века следует выделить Г. М. Кржижановсого, И. Г. Александрова, В. В. Куйбышева, Н. Н. Колосовского, которые занимались вопросами перспективного планирования и экономического районирования. С 60-х годов двадцатого столетия региональная экономика получила наиболее полное развитие в СССР, где трактовалась как отраслевая экономическая наука, исследующая экономическое развитие регионов в целях планирования территориальной организации хозяйства. Среди отечественных учёных второй половины XX столетия следует отметить: Т. С. Хачатурова, Я. Г. Фейгина, Н. Н. Некрасова, А. Г. Гранберга, П. М. Алампиева, Э. Б. Алаева, К. Н. Бедринцева, Г. И. Граника, Ф. Д. Заставного, Р. С. Лившица, К. И. Клименко, Ю. К. Козлова, А. М. Корнеева, В. В. Кистанова, А. Г. Омаровского, Н. Н. Ознобина, В. Ф. Павленко, М. М. Паламарчука, Ю. Г. Саушкина, Е. Д. Силаева, Н. И. Шрага и В. М. Торосова («Региональная экономика» 2004 г. («Лучшая научная книга России в 2004 году»)).
В Российской федерации учебная дисциплина «региональная экономика» изучает размещение производительных сил и экономику регионов. За счет расширения базисных факторов региональная экономика трансформировалась в «регионалистику», на основе которой в российских вузах изучается междисциплинарный курс «Регионоведение».
Главная задача региональной экономики заключается в научном обосновании разумного компромисса между экономическими интересами страны в целом и отдельных её регионов.
В рамках региональной экономики исследуются следующие проблемы:
- — экономика отдельного региона;
- — экономические связи между регионами;
- — региональные системы (национальная экономика как система взаимодействующих регионов);
- — размещение производительных сил;
- — региональные аспекты экономической жизни;
- — моделирование системы управления регионом;
- — совершенствование механизмов и методов управления и регулирования хозяйственной деятельности в регионе.